# Номто-Нур
Номто-Нур (бур. Номто нуур) — озеро в центральной части Восточного Саяна в Окинском районе Бурятии.
Располагается в долине реки Сенца. Относится к пойменным озёрам старичного происхождения. Отметка уреза воды над уровнем моря — 1386 метров.
Имеет неправильную форму, берега сильно изрезаны, заболочены. На дне водоёма чётко прослеживается старое русло Сенцы. Площадь озера составляет примерно 0,5 км², максимальная глубина — около 3,5 метров.
Озеро сточное, гидрологически тесно связано с рекой Сенцой. Сток осуществляется по расположенной в западной части водоёма протоке, впадающей в Сенцу. В период летних паводков уровень воды в реке повышается, и сток осуществляется в обратном направлении в Номто-Нур. Вместе с водой из Сенцы поступают твёрдые вещества, и озеро является поглотителем твёрдого стока реки. В месте впадения протоки в озеро расположена клювовидная дельта.
Озеро было образовано в результате поднятия базиса эрозии реки Сенцы, обусловленного образованием лавово-подпрудного палеоозера Зун-Ухэргэй. В этот период в долине реки установился застойный режим, происходило активное заболачивание и заозёривание, река сильно меандрировала.
Донные отложения озера — озёрные илы значительной мощности, имеется прослойка тонко отсортированного алеврита. В озере происходит активное осадконакопление.